# フリードリヒ・シュレーゲル

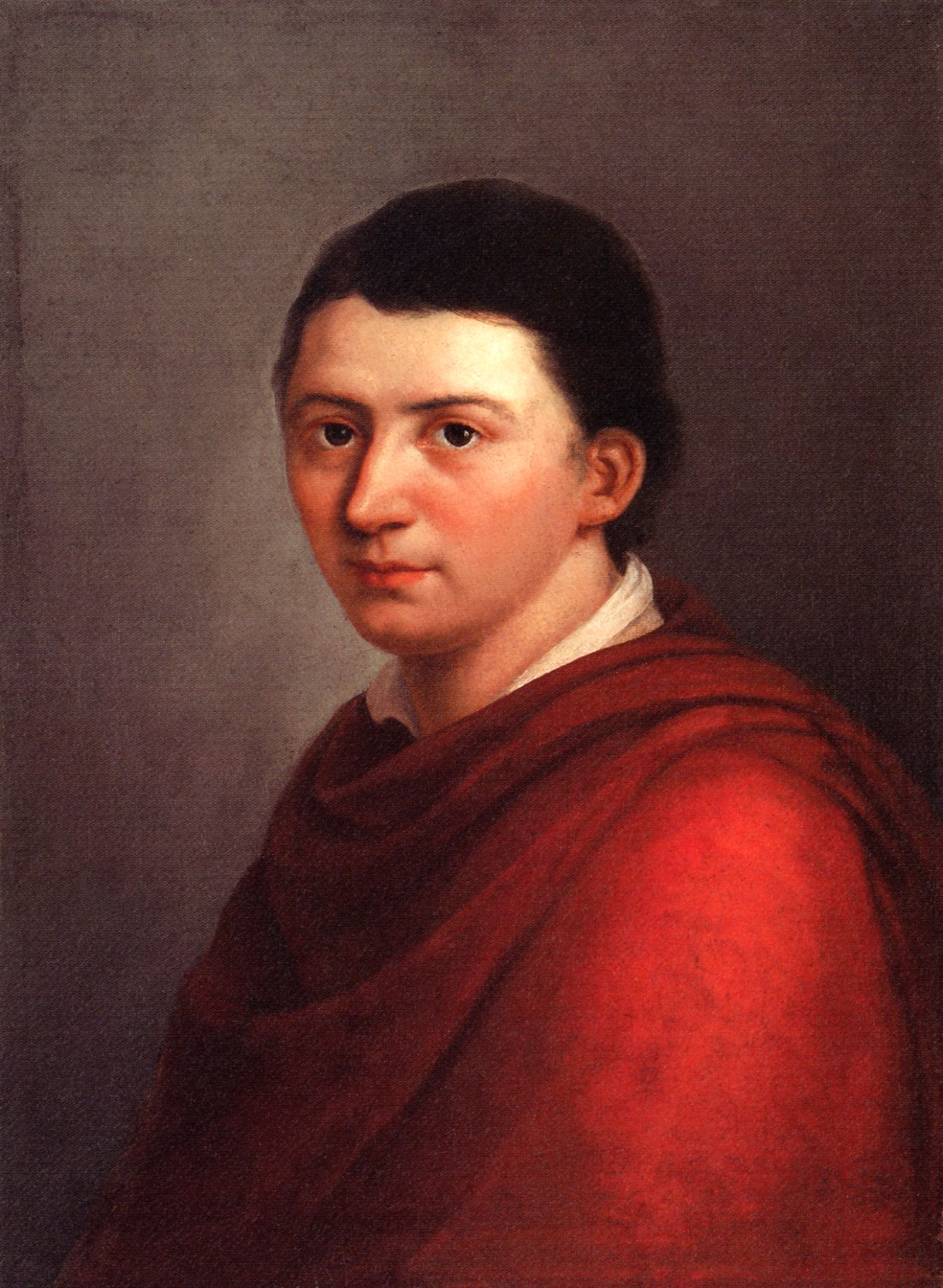
フリードリヒ・シュレーゲル

カール・ヴィルヘルム・フリードリヒ・フォン・シュレーゲル（Karl Wilhelm Friedrich von Schlegel, 1772年3月10日 - 1829年1月12日）は、ドイツ初期ロマン派の思想家・文芸評論家・詩人・小説家。
文学、哲学、歴史、政治、宗教を包括する彼の思想の領域は広大であり、特にカトリックへの改宗はその思想内容に大きな謎を与えている。彼のロマン主義理論と思想研究は、19世紀のドイツ文学界に多大な影響を与えた。

## 人物
文学者・哲学者・文献学者として知られるアウグスト・ヴィルヘルム・シュレーゲルの弟。2人でシュレーゲル兄弟として知られる。
また、彼は兄同様にサンスクリットにも通じており、東洋思想にも理解を示していた。その一方で、セム語族はインド＝ヨーロッパ語族と比較して審美的ではなく膠着的で機械的であり劣っているという説を述べ、イスラームについては、生命のない空虚な有神論だとした。
妻のドロテーア・シュレーゲルは、啓蒙思想の哲学者・モーゼス・メンデルスゾーンの娘である。

## 年譜
- 1772年3月10日、ハノーファー選帝侯領のハノーファーでルーテル教会の牧師の子として生まれる。小さい頃から、シェイクスピア学者である伯父ヨハン・エリアス・シュレーゲルや兄の影響を受けながら育った。ゲッティンゲン大学とライプツィヒ大学で法学の学生として在籍していたが、彼自身は古代文学および美学の研究に専念していた。
- 1797年、『ギリシア人とローマ人』を刊行。
- 1798年、『ギリシア人とローマ人における詩の歴史』刊行。
- 1799年、『ルツィンデ』（小説）執筆。これは自由や愛・芸術の問題などのロマン的な事柄に触れた重要な書であるが、告白的文体で書かれたそのスキャンダラスな内容は物議を醸し、彼の詩人としての評価を下げることになる。
- 1800年、イェーナ大学私講師として講義『超越論的哲学』を行った。また、当地でロマン主義文学の基本精神を綴った雑誌『アテネーウム』（1798年 - 1800年）にエッセイや箴言などを寄稿・主宰。同誌で理論的・実践的に展開されるイロニーの概念は彼の初期思想のキイワードとなる。イェナは初期ロマン派の牙城となり、文学界・哲学界の双方に影響を与えた。
- 1802年には、パリへ行き、当地では哲学と東洋思想について講義した。
- 1804年からケルン大学で哲学の教鞭を執る。
- 1808年、『インド人の言語と英知』出版、名声を不動のものとする。この頃にローマ・カトリック教会に入信（これは、ロマン主義が理想とした中世カトリックの世界に身を委ねたいという気持ちがあったとも言われている）。その後、フランクフルトやウィーンに行き、政治家としても活躍。『歴史』『近代の歴史について』『新しい文学と揮い文学の歴史』雑誌『コンコルディア』などをてがけた。
- 1820年、自身の全集の編纂を手がけ始めた。また、生涯に渡り何度も哲学の講義をした。晩年は、カトリックに深く帰依し、神秘主義的な思想を目指していた。
- 1828年、『生の哲学』執筆、ドレスデン工科大学で哲学の講義を始める。
- 1829年、『歴史の哲学』執筆、1月12日にドレスデンで死去。

## 著作（訳書）
- 『ルチンデ』（江沢譲爾訳、春陽堂世界名作文庫、1934年）
- 『ロマン派文学論』（山本定祐編訳、冨山房百科文庫、1978年、新版2000年）- 選文集
- 『ドイツ・ロマン派全集 12　シュレーゲル兄弟』 国書刊行会、1990年 - 各・前川道介編
※下記を収録。兄・アウグストは薗田宗人訳
  - ルツィンデ (Lucinde) 、平野嘉彦訳
  - アテネーウム断章・『ギリシア文学研究論』序、山本定祐訳
  - 哲学の発展・言語と言葉の哲学（抄）、松田隆之訳
- 『ドイツ・ロマン派全集 9　無限への憧憬－ドイツ・ロマン派の思想と芸術』国書刊行会、1984年
  - ゲーテの『マイスター』について、深見茂訳
  - インド人の言語と英知（抄）、深見茂訳
  - パリの絵画についての報告（抄）、広瀬千一訳
- 『ドイツ・ロマン派全集 20　太古の夢 革命の夢 自然論・国家論集』 国書刊行会、1992年
  - 共和制概念論、山本定祐訳
- 『ルツィンデ　他三篇』（武田利勝訳、幻戯書房〈ルリユール叢書〉、2022年）- 他は初期批評
- 『断章集』（武田利勝訳、岩波文庫、2025年）- 三篇